# Gohar Shahbaz
Gohar Shahbaz (* 20. Oktober 1993) ist ein pakistanischer Leichtathlet, der sich auf den Sprint spezialisiert hat.

## Sportliche Laufbahn
Erste internationale Erfahrungen sammelte Gohar Shahbaz 2014 bei den Juniorenasienmeisterschaften in Taipeh, bei denen er über 100 Meter mit 11,08 s in der ersten Runde ausschied, wie auch im 200-Meter-Lauf mit 22,66 s. Zwei Jahre später nahm er erneut an den Juniorenasienmeisterschaften in der Ho-Chi-Minh-Stadt teil, gelangte aber auch dort in beiden Bewerben nicht bis in das Halbfinale und schied auch mit der pakistanischen 4-mal-100-Meter-Staffel mit 42,44 s im Vorlauf aus. 2017 gelangte er bei den Islamic Solidarity Games in Baku in beiden Einzelbewerben bis in das Halbfinale und schied dort mit 10,93 s und 21,76 s aus und wurde zudem mit der Staffel im Vorlauf disqualifiziert. Anfang September nahm er im 60-Meter-Lauf an den Asian Indoor & Martial Arts Games in Aşgabat teil und erreichte dort das Halbfinale, in dem er mit 7,04 s ausschied. Im Jahr darauf schied er bei den Asienspielen in Jakarta im 100-Meter-Lauf mit 10,80 s im Halbfinale aus und schied über 200 Meter sowie mit der Staffel mit 21,91 s bzw. 40,56 s in der Vorrunde aus. 2019 gewann er bei den Südasienspielen in Kathmandu in 40,50 s die Bronzemedaille mit der Staffel hinter der Teams aus Sri Lanka und Indien und wurde über 200 Meter in 21,54 s Vierter. 2023 schied er bei den Asienspielen in Hangzhou mit 10,49 s im Semifinale über 100 Meter aus.
2017 wurde Shahbaz pakistanischer Meister im 100- und 200-Meter-Lauf sowie in der 4-mal-100-Meter-Staffel. 2018 konnte er seinen Sieg mit der Staffel wiederholen.

## Persönliche Bestleistungen
- 100 Meter: 10,49 s (+2,0 m/s), 30. September 2023 in Hangzhou
  - 60 Meter (Halle): 7,03 s, 19. September 2017 in Aşgabat
- 200 Meter: 21,54 s (−0,3 m/s), 4. Dezember 2019 in Kathmandu